# ブロモジクロロメタン
ブロモジクロロメタン(Bromodichloromethane)は、CHBrCl2の式で表されるトリハロメタンである。
かつては難燃剤や脂質、ろうの溶剤として利用されていた。現在では、化学工業の試薬や中間体としてのみ利用されている。